# Portalaxel

Jämförelse mellan normal axel och portalaxel

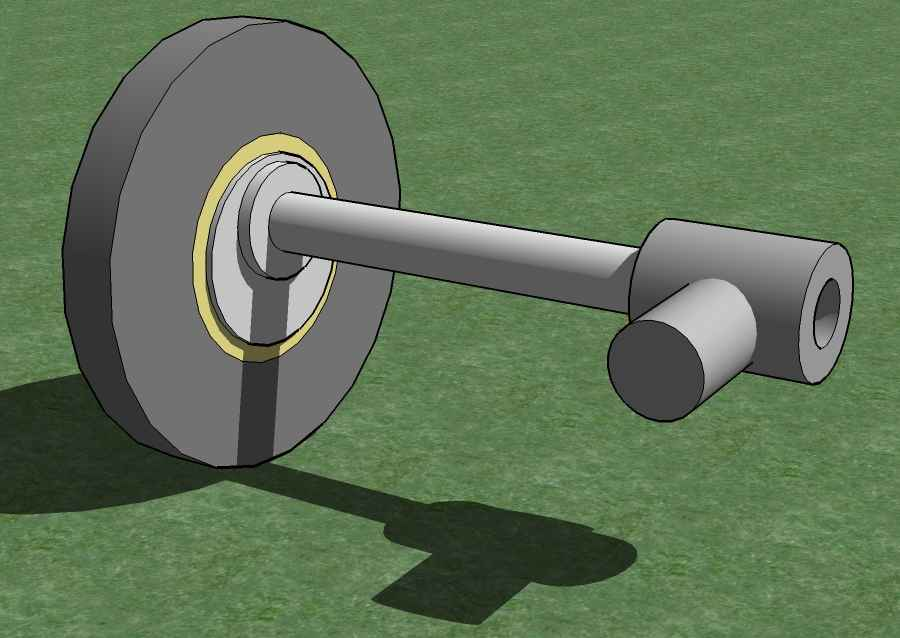
En skiss av en portalaxel

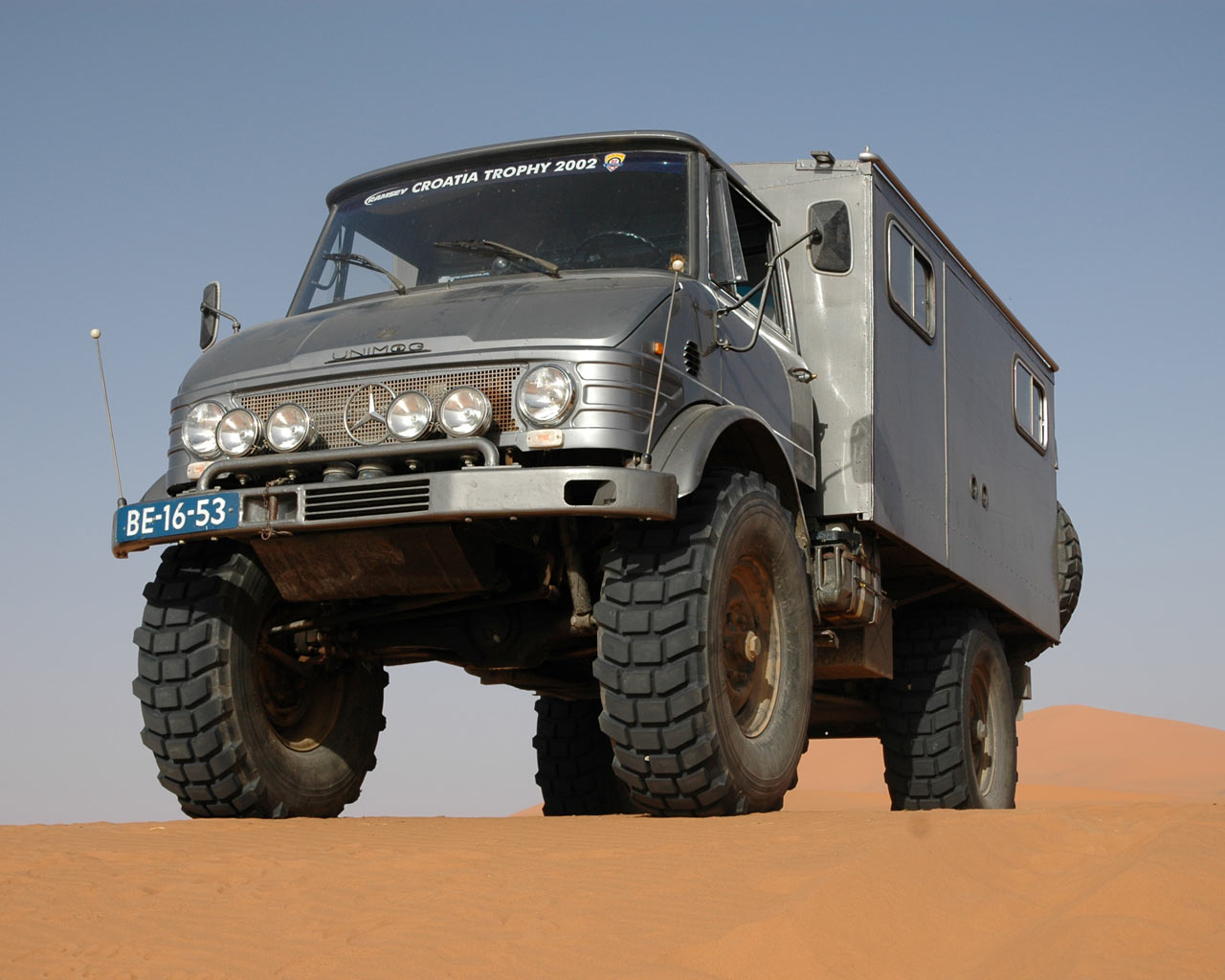
Mercedes-Benz Unimog i Erg Chebbi

Portalaxel är en teknisk lösning för fordon där axeln är belägen över hjulets centrum. Jämfört med en normalt monterad axel gör detta att axeln hamnar längre från marken, och ökar därmed fordonets markfrigång.
Genom den nedväxling som sker i kopplingen vid hjulet minskas vridmomentet på de andra drivkomponenterna. Därför kan differentialväxeln göras mindre och därmed ytterligare öka markfrigången. Till följd av den minskade belastningen på drivkomponenterna kan de även få en lägre vikt.
Eftersom vikten i hjulnavet emellertid blir större än då konventionell koppling används krävs en kraftigare axel och i höga hastigheter kan navkopplingen bli överhettad.
Exempel på fordon som är utrustade med portalaxel är:
- Mercedes-Benz Unimog[5]
- Praga V3S
- Steyr-Puch Haflinger
- Volkswagen Kübelwagen
- Volvo C303
- HMMWV[6]

Portalaxlar används även i tåg och i låggolvsbussar.. I bussar används principen dock för att få motsatt effekt jämfört med off-roadfordonen. Axeln kan placeras närmare marken och därmed göra det möjligt med ett lägre golv. 